# Mehmed Kapetanović
Mehmed-beg rytiř Kapetanović Ljubušak von Vitina (19. prosince 1839 Vitina, okres Ljubuški, osmanská říše – 28. července 1902 Grbavica u Sarajeva, Bosna a Hercegovina) byl osmanský a bosenskohercegovský úředník, politik, novinář a sběratel lidové slovesnosti bosňáckého původu.

## Život
Pocházel z bohaté a urozené (de facto šlechtické) muslimské rodiny, která se v regionu okolo města Ljubuški v Hercegovině vyskytovala nejpozději od 17. století. Předkové Mehmed-bega zde byli dědičnými kapetany, vojenskými veliteli. Rodina sídlila na statku v obci Vitina. Ali-beg Kapetanović zplodil čtyři syny, Mehmed-bega, Ibrahim-bega (1841?–1897, v letech 1890–1897 mostarský starosta), Bećir-bega (1843–1910) a Osman-bega (1847–1910).
V Ljubuškém Mehmed-beg dokončil medresu, vyšší islámskou školu. Nato byl členem okresního zastupitelstva.
Podílel se na vojenských výpravách proti Černé Hoře a křesťanským povstalcům v Bosně a Hercegovině. Za zásluhy na vojenském poli mu byl udělen řád Mecidiye III. třídy sultána Abdülmecida I. Roku 1863 se stal kapidžibašou (majorem) osmanské armády a od následujícího roku úřadoval jako kajmekan (okresní hejtman) ve mestě Stolac a pak v Ljubuškém. Roku 1869 vykonal dlouhou cestu po Itálii a Rakousku, mj. navštívil Vídeň a Budapešť. Později navštívil i Korfu, Egypt a Malou Asii, včetně měst Smyrny a Cařihradu. Po návratu do vlasti opětovně zastával post okresního hejtmana ve Foči, Stolci a Trebinje. Roku 1875, kdy v Hercegovině vypuklo křesťanské povstání, odešel ze služby a trvale přesídlil do Sarajeva. Tam od léta 1877 do jara 1878 vykonával úřad starosty. S tímto postem se pojilo působení v osmanském parlamentu. Během muslimského povstání, které roku 1878 vypuklo proti habsburské okupaci Bosny a Hercegoviny, coby umírněný politik uprchl do Dalmácie.
Od roku 1878, tj. po rakousko-uherském záboru, k němuž se na rozdíl od většiny bosenských muslimů stavěl kladně a s jistou nadějí, působil jako sarajevský zastupitel (což potvrdily i volby 1884, 1887, 1890, 1893, 1896) a nato i čestný vládní rada. Mezi lety 1893 a 1899 vykonával post sarajevského starosty, z něhož odešel pro chatrné zdraví. Při navštěvě radního Petre T. Petroviće roku 1898 jej postihla mrtvice, s jejímiž následky bojoval dalších několil let. Další mozková příhoda se mu stala osudnou. Zemřel na rodinném statku v obci Grbavica v noci z 28. na 29. července 1902. Druhého dne byl převezen do svého domu v Sarajevu a poté odnesen smutečními hosty až ke Gazi Husrev-begově mešitě, kde proběhla zádušní mše 
Kapetanović byl nositelem řady vyznamenání. Za zásluhy prokázané Rakousko-Uhersku při konsolidaci země byl jmenován honorárním vládním radou, 16. dubna 1879 získal Řádem železné koruny III. třídy a 24. srpna 1883 jej císař František Josef I. povýšil do rytířského stavu s predikátem "Kapetanović von Vitina". Později získal ještě komturský kříž s hvězdou Řádu Františka Josefa.
Za svého působení v Trebinje se sblížil s místním rakouským konzulem a horlivým sběratelem lidové slovenosti Vukem Vrčevićem, který jej inspiroval k podobné zálibě. Sám zapisoval převážně epické písně, pořekadla a lidová moudra. Připravil k tisku dvě rozsáhlé sbírky lidové slovesnosti Narodno blago (Lidový poklad, v latince Sarajevo 1887, v cyrilici Sarajevo 1888) a Dževahiru šerqijje = Istočno blago (Východní poklad, sv. 1, Sarajevo 1896, sv. 2., Sarajevo 1897).
Roku 1891 založil a po dvě léta vlastnil a vedl list Bošnjak (Bosňák), první muslimské periodikum psaného domácím jazykem v latince. To vycházelo v Sarajevu do roku 1910.
Jeho syn Riza-beg byl publicitou a básníkem.

## Dílo
- Risale-i ahlak – Pouka o lijepom i ružnom ponašanju (Risale-i ahlak – Ponaučení o pěkném a ošklivém chování, Sarajevo 1883), mravoučné pojednání
- Što misle muhamedanci u Bosni (Jak smýšlejí mohamedáni v Bosně, Sarajevo 1886, reprint Sarajevo 1998), publicistická rozprava
- Narodno blago (Lidový poklad, v latince Sarajevo 1887, v cyrilici Sarajevo 1888, znovu Sarajevo 1987, 1988, 1997, 1999, 2003, reprint Užice–Sarajevo 2007), sbírka lidové slovesnosti
- Boj pod Banjomlukom godine 1737. (Boj u Banja Luky 1737, Sarajevo 1888, 1989, reprint Banja Luka 2005), lidová píseň
- Budućnost ili napredak muhamedovaca u Bosni i Hercegovini (Budoucnost neboli pokrok mohamedánů v Bosně a Hercegovině, Sarajevo 1893), publicistická rozprava
- Avdija: poučna knjižica za školsku mladež (Avdija: poučná knížka pro školáky, Sarajevo 1894, 1905, 200?), rozšíření spisu Jusufa Čengiće
- Dževahiru šerqijje = Istočno blago. Sv. 1. (Východní poklad, Sarajevo 1896, 1987, 1988), sbírka lidové slovesnosti
- Dževahiru šerqijje = Istočno blago. Sv. 2. (Východní poklad, Sarajevo 1897, 1987, 1988), sbírka lidové slovesnosti
- Basne i poslovice (Bajky a přísloví, ed. Munib Maglajlić, Sarajevo 1996, 1999, 2015), výbor
- Bosanske poslovice (Bosenská přísloví, ed. Nasko Frndić, Zagreb 2004), výbor
- Muslimani u Bosni i Hercegovini (Muslimové v Bosně a Hercegovině, ed. Muhidin Džanko, Sarajevo 2008, 2012), výbor z díla